# Cyrtidula major
Cyrtidula major är en svampart som först beskrevs av William Nylander och fick sitt nu gällande namn av Edvard Vainio 1921. 
Cyrtidula major ingår i släktet Cyrtidula, klassen Dothideomycetes, divisionen sporsäcksvampar och riket svampar.   Inga underarter finns listade i Catalogue of Life.